# (6773) Kellaway
(6773) Kellaway est un astéroïde de la ceinture principale.

## Description
(6773) Kellaway est un astéroïde de la ceinture principale. Il fut découvert le 15 juin 1988 à l'observatoire Palomar par Eleanor Francis Helin. Il présente une orbite caractérisée par un demi-grand axe de 2,99 UA, une excentricité de 0,07 et une inclinaison de 11,4° par rapport à l'écliptique.